# 迎丰街道
迎丰街道，是中华人民共和国湖南省怀化市鹤城区下辖的一个乡镇级行政单位。

## 行政区划
迎丰街道下辖以下地区：
迎丰社区、太平桥社区、团结社区、锦溪社区、长湾里社区、天生堂社区和板桥铺社区。